# Meleagrosz

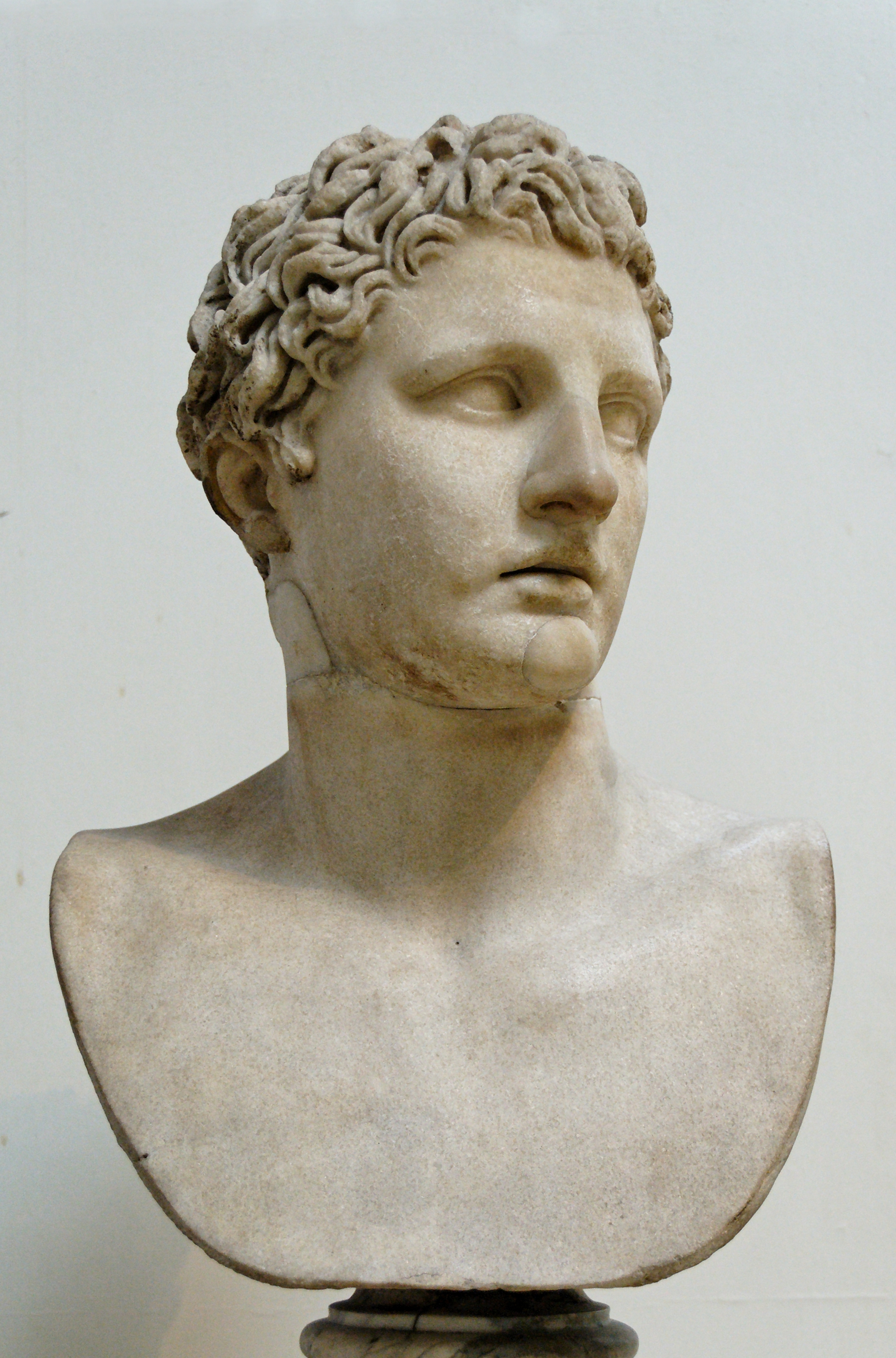
Meleagrosz mellszobra

Meleagrosz kalüdóni királyfi a görög mitológiában, Oineusz és Althaia fia. Testvérei: Melanippé, Toxeusz, Thüreusz, Klümenosz, Déianeira és Gorgé. Felesége Kleopátra, egyesek szerint Atalantét a szeretőjévé is tette, és Parthenopaioszt nemzette vele. Részt vett az argonauták útján és a kalüdóni vadkanvadászaton.

## Születése
Mikor Althaia Meleagroszt világra hozta, ágya elé léptek a Moirák, és megjósolták a gyermek jövendő sorsát. Klóthó erényt és nemességet, Lakheszisz erőt és bátorságot jósolt neki, Atroposz pedig kijelentette, hogy a most született gyermek addig fog élni, míg a tüzön égő hasáb egészen el nem hamvad. E jóslat hallatára Althaia rögtön kiugrott ágyából, a tűzhöz rohant és kiragadta belőle az égő fadarabot, eloltotta, és erős zár alatt szekrényébe rejtette.

## A kalüdóni vadkanvadászat
Bővebben: Kalüdóni vadkanvadászat
Amikor apja kultikus mulasztása miatt Artemisz egy iszonyú vadkant szabadított az országra, meghívta egykori bajtársait, Hellász legjobb daliáit, hogy egyesült erővel elejtsék a fenevadat. Eljött a szép szűz Atalanté is, és Meleagrosz tüstént beleszeretett. A vadászatot kilencnapos lakoma vezette be. A vadászat viszontagságosan indult; eleinte néhányan kijelentették, hogy nem vesznek részt rajta egy nővel együtt; ezt az ellenkezést Meleagrosznak sikerült leszerelnie. A vadászat során az állat többeket leterített, Péleusz dárdája pedig véletlenül találta halálosan Eurütiónt. Magát a vadkant többen megsebesítették, de végül Atalanté nyila és Meleagrosz dárdája terítette le. Meleagrosz lovagiasan Atalantének ítélte a trófeát, a vadkan bőrét, de ezen anyai nagybátyjai, Toxeusz és Pléxipposz felháborodtak, és a lányra támadtak, mire Meleagrosz megölte őket. 

## Halála
Midikor Althaia megkapta a hírt, testvéreinek halála pillanatnyi haraggal tölté el, felindulásában kiragadta a szekrényből és tűzbe dobta a féltve őrzött hasábfát, és míg ez a tüzön elhamvadt, Meleagrosz iszonyú kínok között meghalt. Althaia késő bánata nem adhatta vissza életét, és a kétségbeesett anya saját kezével végezte ki magát, és Meleagrosz felesége, Kleopátra is követte a halálba.
A monda egy másik, talán ősibb változata szerint, amelyet Homérosz Iliászából ismerünk, Artemisz háborút idézett elő Kalüdón és Pleurón lakói között; ennek során ölte meg Meleagrosz két anyai nagybátyját, mire anyja átkot mondott rá. Meleagrosz sértetten visszavonult a harctól, s az ellenség igen szorongatta szülővárosát. Végül felesége kérlelésére újra harcba szállt és győzött, de az anyai átok beteljesedett, és ő is elesett a küzdelemben.

## Művészet

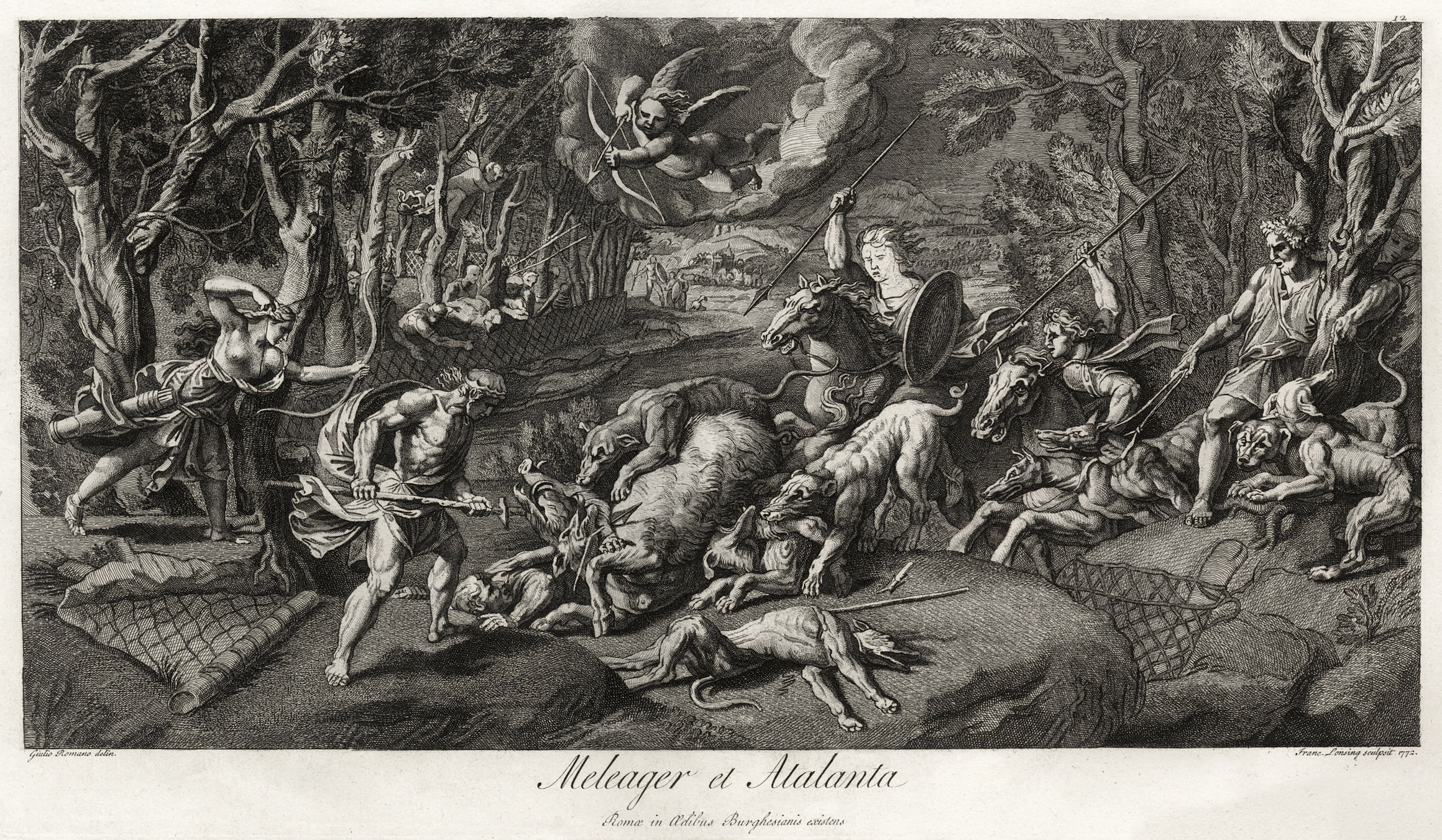
Meleager et Atalanta, Giulio Romano
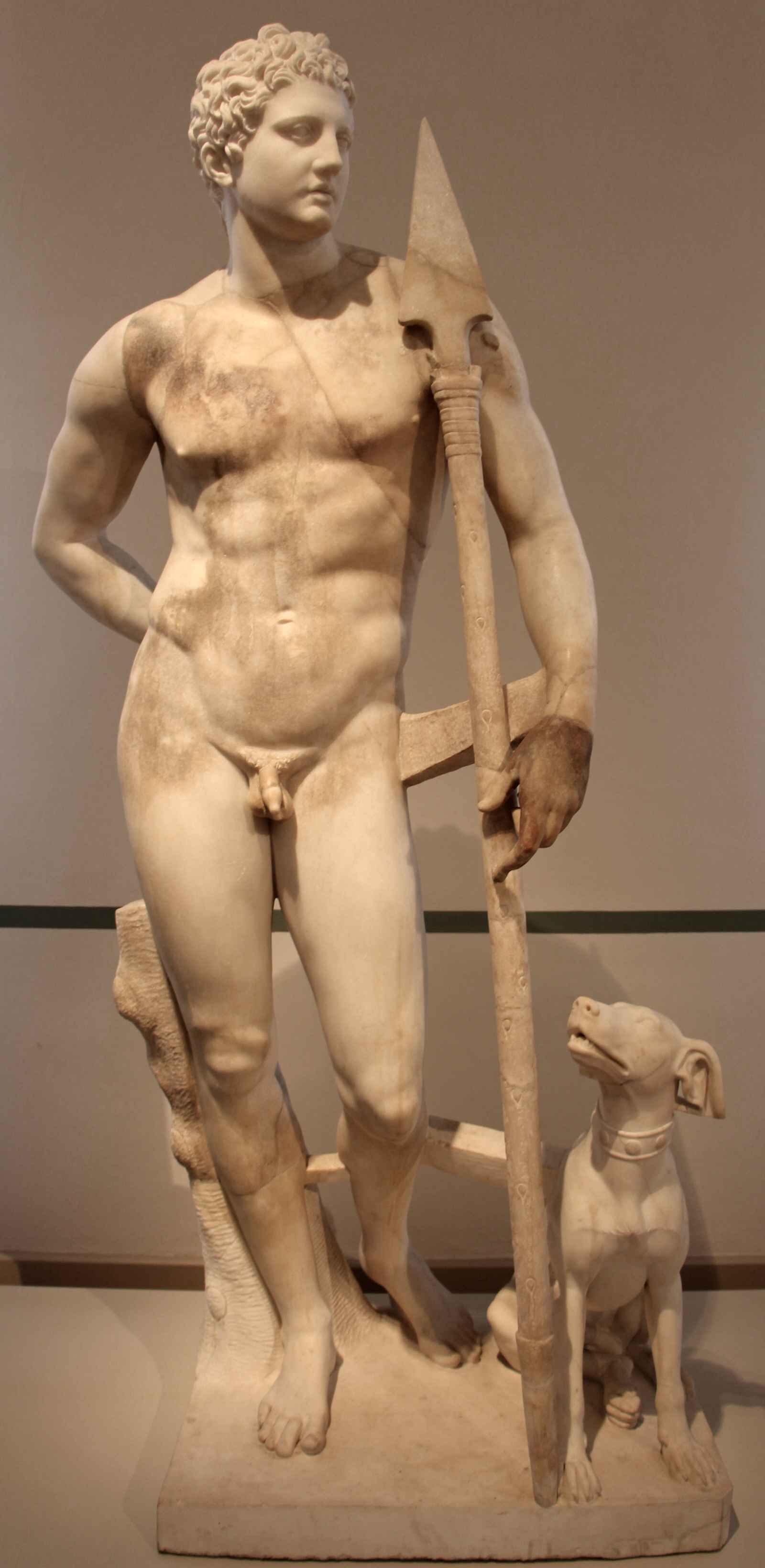
Meleagrosz szobra, Skopas
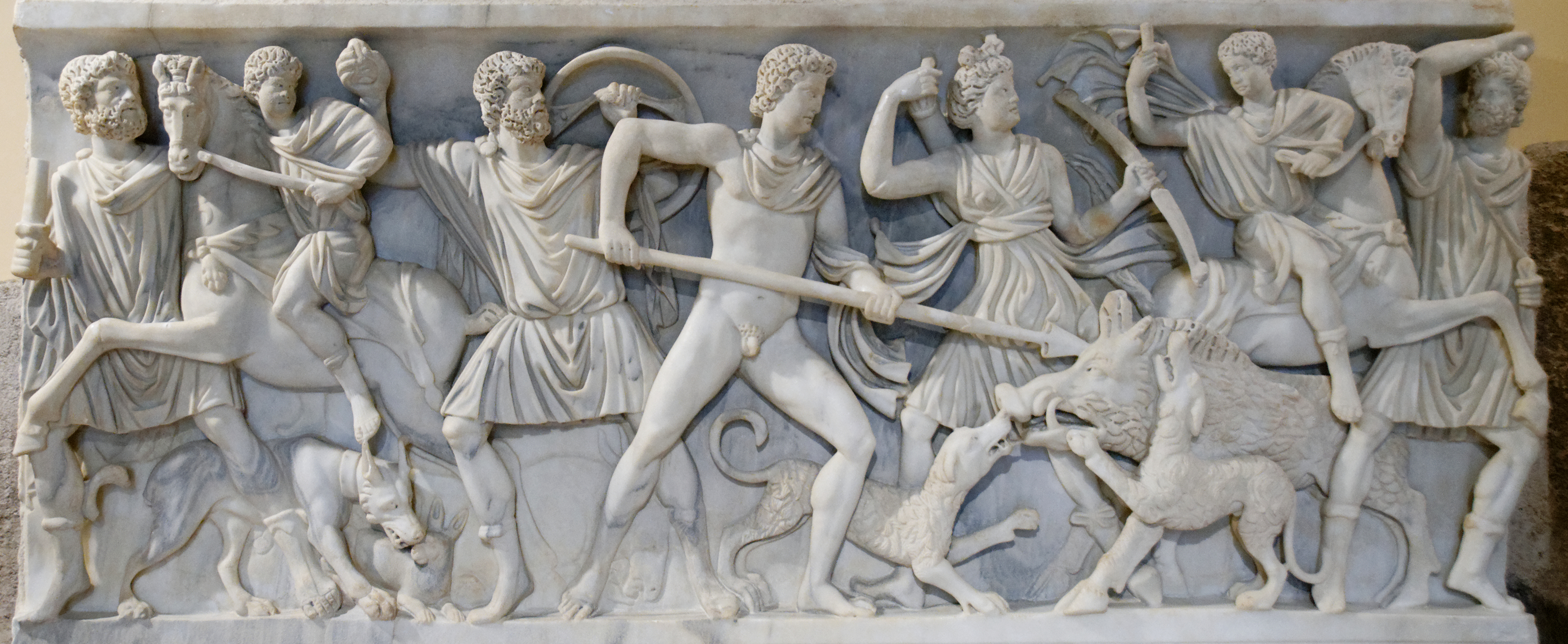
Szarkofág a kalüdóni vadászattal
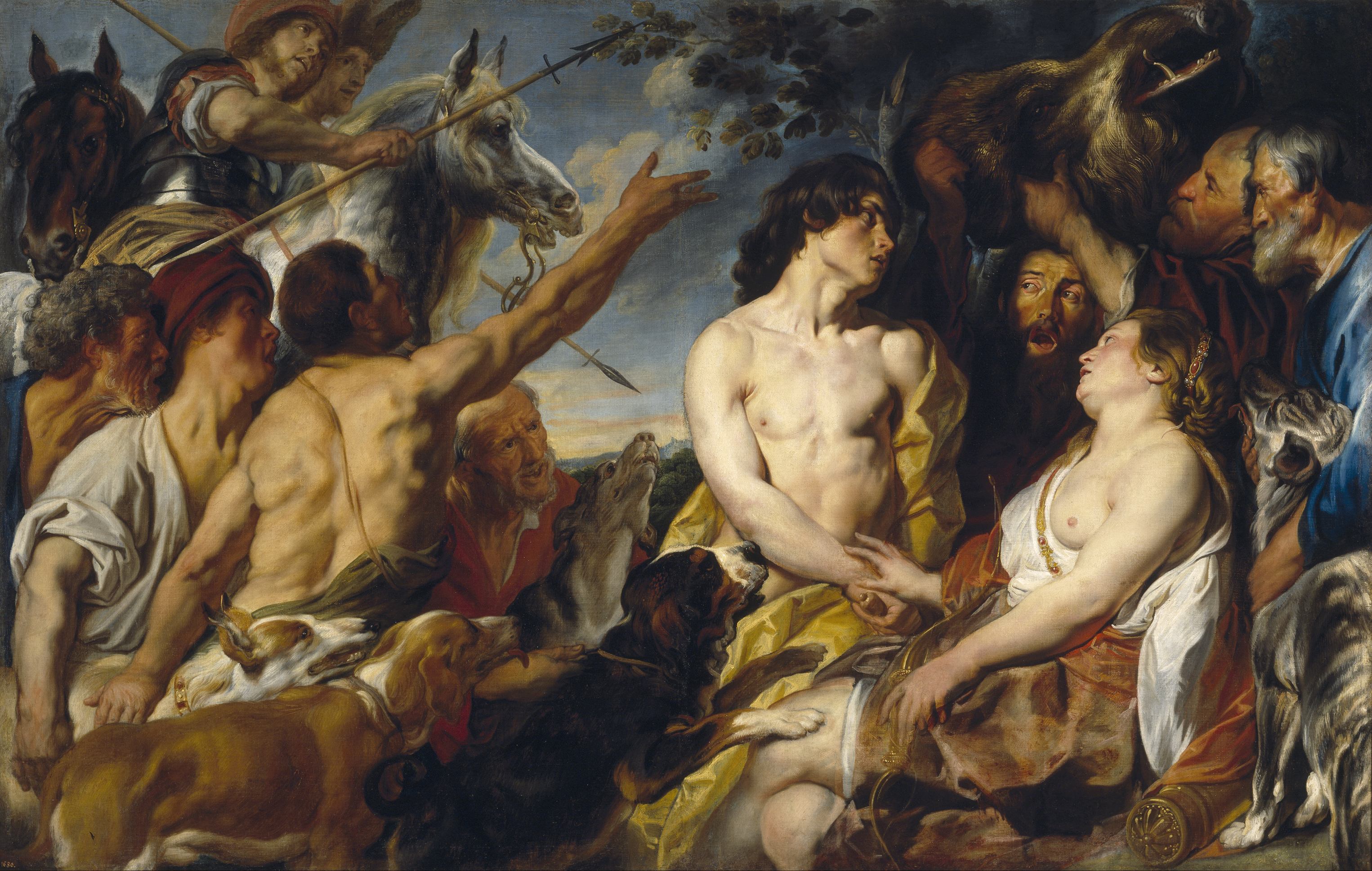
Meleager and Atalanta (17. század), Jacob Jordaens
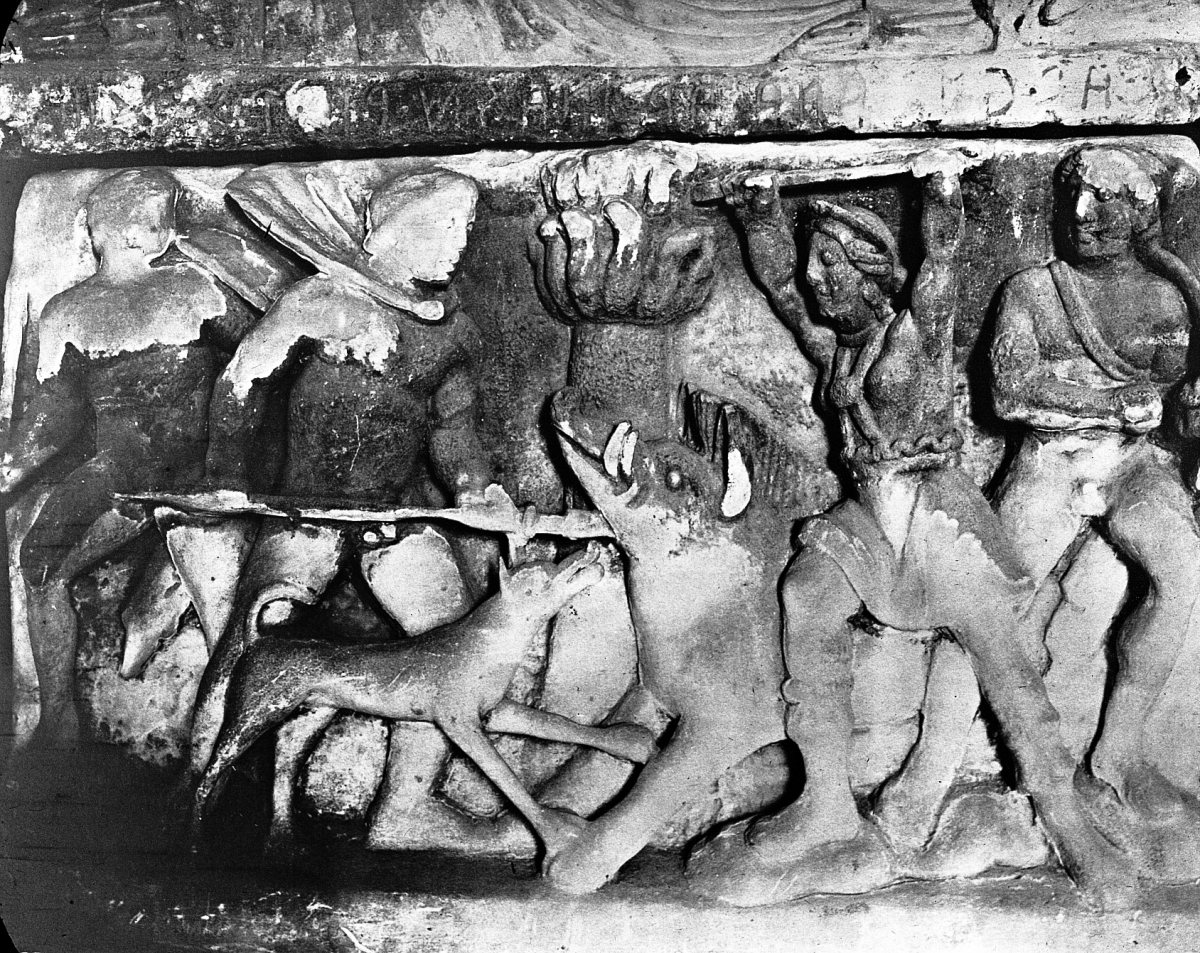
Etruszk urna, Volterra, Olaszország
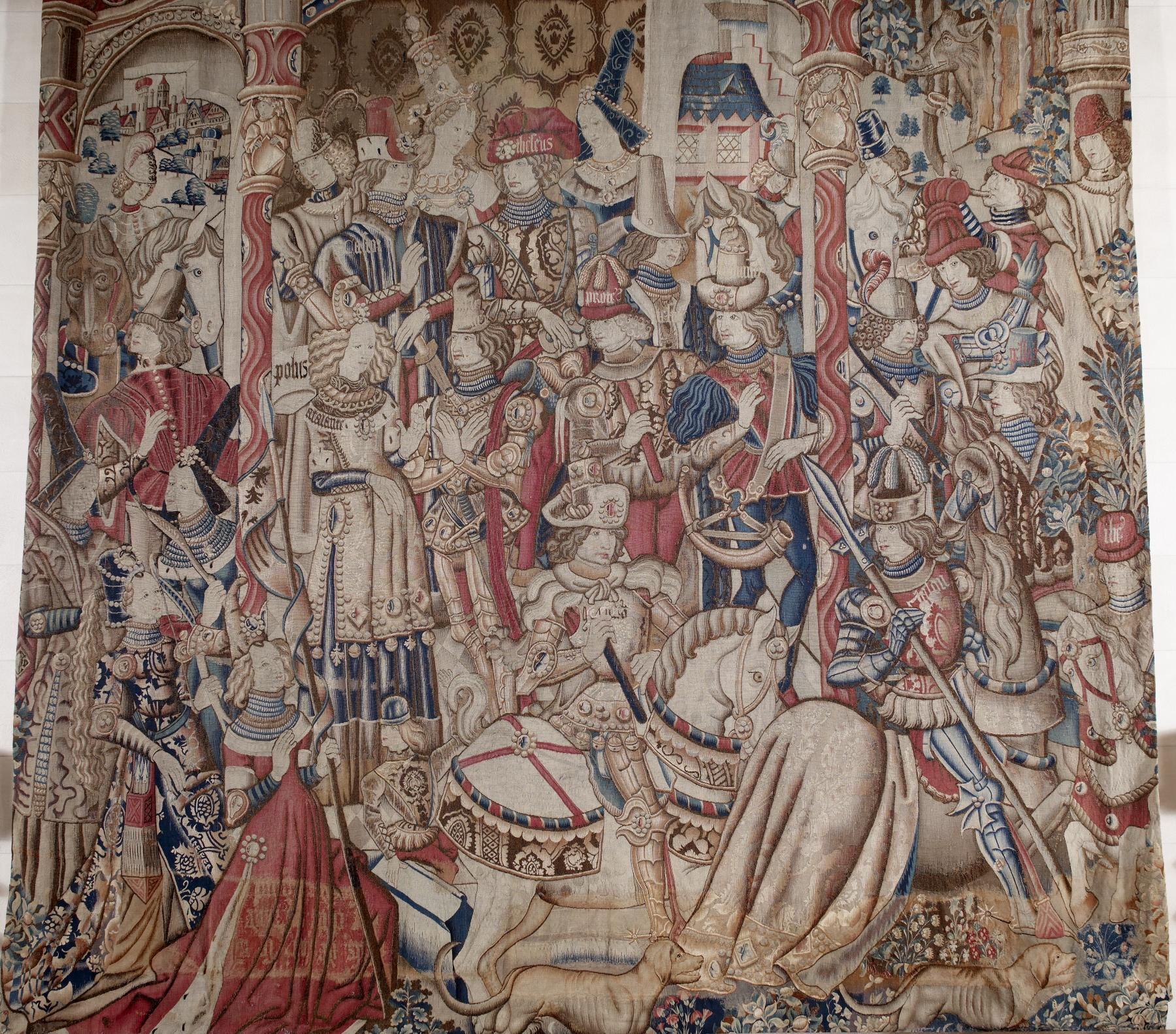
Meleagrosz és Atalanté elindulnak a vadászatra, gobelin
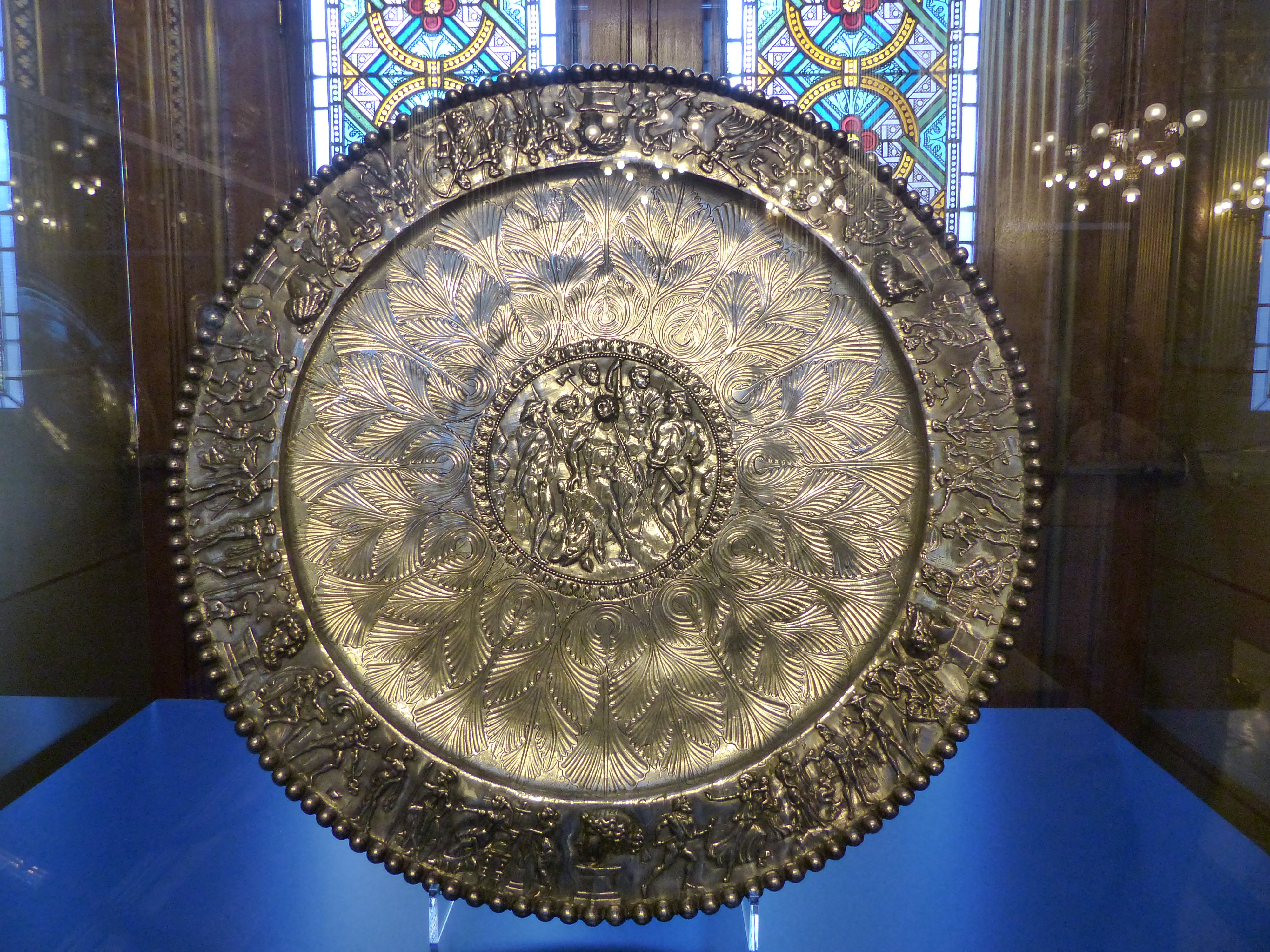
Meleagrosz-tál
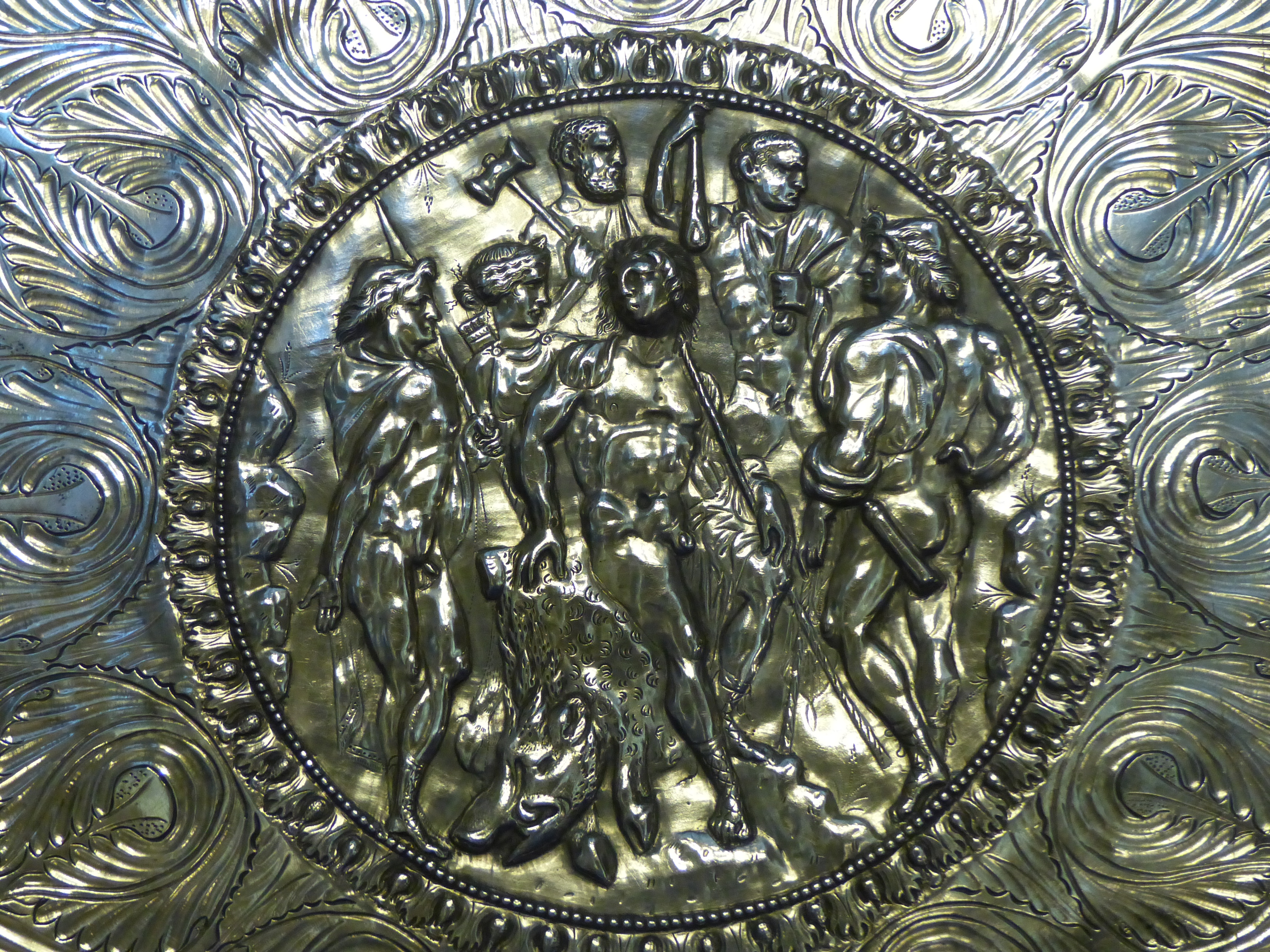
Meleagrosz-tál közelről